# 津村斗貴子
津村 斗貴子（つむら トキコ）は、和月伸宏（ストーリー協力 - 黒崎薫）による漫画作品及びそれを原作とするアニメ『武装錬金』に登場する架空の人物。アニメでの声優は柚木涼香。
作中で一貫して、名の読みがカナで記載されている。

## 人物
本作のヒロイン。18歳。1985年8月7日生まれ。身長154cm、体重39kg、B78/W55/H79。血液型A型。一人称は「私」。錬金戦団の戦士の少女。過去にホムンクルスに襲撃され壊滅した瀬戸内海の島・赤銅島の小学校の生き残り。顔の一文字傷はその事件の首謀者によって負わされたもので、ホムンクルスへの激しい敵意の象徴（この傷はいつでも治せるが、斗貴子は自身の戦士としての証として敢えてそのままにしている）。当初、その憎しみと殺意はホムンクルスに味方する人間にまで及んでおり、スパルタンと形容される情け容赦のない攻撃に加え、早坂姉弟が人間であることと事情を知った上で殺そうとするなど、最も憎んでいるはずのホムンクルス同様の見境ない残酷さと冷酷さに凝り固まっていた（パピヨンにも一度言及されている）。しかし、カズキや友人達との触れ合いの中で日常の世界にも居場所を見つけ、表情も刺々しさが取れて少女らしい柔らかなものになった。戦闘時の口癖は「臓物（ハラワタ）をブチ撒けろ!」（臓物ではなく脳漿が入ることもある。ドラマCDや小説ではカレー粉や代数が入ることも）で、アニメの宣伝や毎回の次回予告、DVDのCM、『武装錬金RADIO』の毎回の締めや規制音に使われる。
基本的にはクールな性格だが、短気で負けず嫌いで「キレると凶暴で手に負えなくなる」（ブラボー談）。成人男性らしい口調で言葉遣いにも少女らしさが皆無。また、ブラボーに腹黒扱いされたことがある。自身を庇って死んだカズキに、任務で手に入れた核鉄を埋め込み生き返らせ（これが後にカズキのヴィクター化の遠因になる）「妹と一緒に帰りなさいと諭すものの、彼が闘いの世界に足を踏み入れてきたため、以後、カズキを戦いの世界に巻き込んだことへの罪悪感もあり、カズキと行動を共にするようになる。カズキよりも一つ年上だが、銀成学園でのクラスは同じ。戦士であるため一般人と一定の距離をおいて生きてきたがゆえに、当初はクラスメートと溶け込もうと考えていなかったが、岡倉達のフォローのおかげであっさりと打ち解けられ、人気者になる。成績は割と良い方。料理も最低でもカレーは作れることが判明している。コメディパートではほとんどツッコミ役だが、たまに自分もその場の雰囲気でボケに回ってからツッコむ傾向もあり、アニメ版ではさらにリアクションが大げさになっている。L.X.E.アジトにおける合言葉の際は嫌々ながらもセーラー戦士風のポーズを披露（ポーズそのものはノリが良い）した。7年前の事件の際に記憶のほとんどを失ってしまったため本人は覚えていないが、キャプテンブラボーとは上司部下である以前に深い縁を持っている。カズキに気がある態度を取っているためか、早坂桜花のことは仲間になってからも警戒してしまうようである。
カズキがヴィクター化した後は「キミが死ぬ時が私の死ぬ時」「一心同体」の誓いのもと、錬金戦団の「再殺部隊」と戦う等の苦難を乗り越えてカズキと異性として意識し合うようになり、恋人同士になる。また、剛太にも想いを寄せられており、その様はパピヨンに「ちょっとした幻想（ファンタジー）」と評されている。しかし、ヴィクターとの戦いの際では一心同体の誓いを破られた上でのカズキとの離別という最大の絶望を味わい、『ピリオド』前半ではカズキのことを完全に死んだと思い込んで心身共に落胆し、一ヶ月の間病院で塞ぎ込んだり、自虐的なトレーニングを繰り返していた結果自分の殻に閉じ籠ってしまい、昔の彼女に戻ってしまう。パピヨンとの決着の後に銀成市を去るつもりだったが、逆に彼に「（カズキのことを）諦めきれるのか」と諭され、閉じ籠っていた感情とカズキへの愛を溢れさせて大粒の涙を流した。そしてカズキの生存を知り、今度は「一緒に生きていく」という意味での一心同体の誓いを交わし、ようやく笑顔を取り戻す。全ての戦いが終わった後にはカズキの恋人として、日常の世界で共に生涯を生きることとなった。
銀成学園に転入して以後もニュートンアップル女学院の制服を着ているのは、ミニスカートの為バルキリースカートを使うのに都合が良いからだが、戦士でなくなって以後も着続けている。『アフター』にてパピヨンの監修によって、ロッテリや（ウマカバーガー）のマスコットフィギュア第二弾の内の1つ「怪人・ブチ撒け女」としてフィギュア化されている。読者アンケートでも人気は高く、主人公に次ぐ（順位自体は1位だが大量投票を行った読者がいた）。『アフター』においてはカズキのプロポーズ同然の発言で更に周りから祝福も兼ねて揶揄され、作者からも「バカップル」呼ばわりされている。将来はカズキと結婚することになる（後述）。
小説版では、7年前は家族の愛情を一心に受けた「お嬢さん」らしい性格をしていた。一家と共に日ごろでも一様に和服を着ていた。夜中に鏡合わせのおまじないでウエディングドレスの自分と結婚相手（カズキ）を見る。これは『ピリオド』の表紙の絵から来ている。
また、早坂桜花の武装錬金であるエンゼル御前には、「つむりん」と呼ばれている。ちなみに、アニメで「つむりん」と呼んだのは戦いが終わった事実2回目に会った時である。

## 武装錬金
「バルキリースカート」/処刑鎌（デスサイズ）/XLIV (44)
特性は生体電流で作動する四本の可動肢による精密高速機動。各可動肢の先端に一枚ずつブレードが付いている。接近格闘や、不特定多数の相手との戦闘を得意とする。小型化できるウェイトモードがあり、体力や精神力の消費を軽減できる。弱点としては強度・防御力に難があり、パワータイプの敵との戦闘では破壊される描写もしばしば見られた。斗貴子は可動肢を用いて天井、壁、床を高速で飛び跳ねる高速撹乱軌道、そこからの強襲を十八番としている。刃の部分を分離することも可能で、斗貴子やカズキが手持ちの剣として使用したことがある（公式ガイドブックによると、こちらの方が威力があるらしい）。剛太やエンゼル御前は「バルスカ」と略していた。直線的なブレードに六角形の構造物が貼り付いた形状は「鎌」に見えるものではなくエンゼル御前にもツッコミを入れられていた（ただし、刃の軌跡が「鎌」に見えることはある）。なお、『るろうに剣心』の完全版再筆にて本条鎌足の大鎌のデザインに流用されたようである。そのシルエットは蜘蛛の脚を彷彿とさせているが、元になるモチーフのない完全オリジナルな武装錬金（原作第4巻・作者メモより）である。企画の段階では可動肢は八本で、スカートに付着しているという設定だった。ドラマCDでのみアナザータイプが登場。更に針状のブレードが付いた可動肢が四本追加され、企画段階と同じ八本になっている。
名前の由来は北欧神話に登場する美女の姿を取る冥府の女神の一群・ワルキューレ。